# Maasburgi
Rodbina Maasburg je bila ena od plemiških rodbin na Slovenskem.

## Zgodovina
Plemiška rodbina izhaja iz okolice mesta Hradec Králové na današnjem Češkem (danes najbolj znanega po proizvodnji klavirjev znamke Petrof), kjer so imeli svoje posestvo. Rodbina je od leta 1750 štela k češkemu katoliškemu plemstvu.
V zgodovinskih virih je izpričano, da je bil Anton Josef Maschek 15. decembra 1750 povišan v barona, s plemiškim nazivom »von Maasburg«. Njegovi moški potomci so se delili v prvo linijo, s priimkom Maschek von Maasburg, in v drugo linijo, s priimkom von Maasburg. Potomci prve linije, ki so po razpadu Avstro-Ogrske živeli na Češkem, so bili po letu 1950 na podlagi spornih Benešovih dekretov izgnani iz Češkoslovaške in danes živijo večinoma v Avstriji, kjer imajo priimek Maschek. Druga baronska linija se je delila na več vej, od katerih obstajata samo še dve. Madžarska veja bo brez moških potomcev izumrla, pripadniki druge, avstrijske, pa živijo še danes.

## Pomembnejši člani rodbine

### Johann Maschek von Maasburg (1847-1923)
Začetnik slovenske veje rodbine, baron Johann Baptist Heinrich Anastasius Maschek von Maasburg, cesarsko kraljevi naslovni generalmajor, je bil rojen na posestvu Križ pri Slavonskem Brodu. Njegov oče Paul (1810–1876) je bil po činu stotnik, posestvo pa je bilo v lasti družine johannove matere Anne Helene von Kneszevic (1823-1854).
Svojo vojaško kariero je Johann začel kot 19-letni poročnik v vojni proti Prusiji leta 1866. Leta 1875 je napredoval v nadporočnika, leto kasneje pa je bil imenovan za predavatelja na kadetnici v Trstu, leta 1886 pa je bil povišan v stotnika. Maja 1891 je postal major pri 69.-tem pehotnem polku. Koncem leta 1891 je bil Johann Maasburg imenovan za poveljnika kadetnice v Trstu. Johann je bil izobražen oficir, tudi odličen jezdec, ki je poleg grščine in latinščine obvladal nemščino, madžarščino, precej dobro francoščino, za silo tudi češčino in italijanščino, kar je zapisal tudi v svojem ohranjenem dnevniku. V prostem času je tudi umetniško ustvarjal, slikal je portrete in krajine v oljni tehniki, izdeloval risbe in litografije, lončaril in morda celo izdeloval mozaike. Kdaj točno je Maasburg prišel v Vipavo, ni znano, mogoče že okoli leta 1871, ko se je tam poročila njegova sestra Helene. Potem, ko je od vojske dobil dovoljenje za poroko in po tedanjih predpisih položil kavcijo v višini 24.000 goldinarjev (da žena ob morebitni smrti moža ne bi postala breme države), se je leta 1876 v Vipavi poročil z domačinko Roso Mario Tribuzzi (1852–1947), prvorojeno hčerko Martina Tribuzzija ter Franziske, roj. Tschoffen. 
V zakonu so se jima v Trstu, kjer je služboval do upokojitve, rodili hčerka Edithe (1877-1892) in sinova Wilhelm (1876-1957) ter Friedrich (1880–1914). Na žalost se je baron proti koncu vojne odločil, da s pisanjem svojega dnevnika ne bo nadaljeval, zato so ga 8. novembra 1918 podpisali po njegovem »zadnji zvesti borci Avstro-Ogrske«, oficirji Alois von Panos (načelnik generalštaba VII. korpusa na soški fronti), Georg Schariczer von Rény (pehotni general, poveljnik VII. korpusa) in Hugo Jilg (v času podpisa polkovnik, dodeljen generalštabu VII. korpusa). Prosilec jim je moral biti dobro znan, kot človek, vreden zaupanja, v čigar načelnost in zvestobo habsburški monarhiji so morali biti prepričani, in to brez vsake sence dvoma. 
Kako je baron Johann Maasburg po razpadu Avstro-Ogrske živel v Vipavi, tudi po letu 1920, ko je bila podpisana Rapalska mirovna pogodba in je Vipava pripadla Kraljevini Italiji, ni znano, prav tako niso znana njegova spoznanja o fašizmu in zatiranju Slovencev. Baron je v Vipavi ostal, 17. januarja 1923 umrl, ter bil pokopan v Lanthierijevi kapelici na vipavskem pokopališču. Po pričevanju Magde Rodman, ki je popisala lokalno zgodovino Vipave, je bila družina Maasburg dobro situirana, kultivirana in je spoštljivo ravnala s svojimi zaposlenimi ter občevala s sokrajani, Rosa pa se je s Slovenci pogovarjala v slovenščini.

### Wilhelm von Maasburg
K Rosi se je po smrti očeta priselil ločeni sin Wilhelm, nekdanji telovadec, plavalec, kolesar in smučar, poleg tega tudi slikar in risar, sicer pa vojni invalid, s činom podpolkovnika. Kdaj se je razšel z ženo, napol angležinjo, s katero je imel dve hčerki, ki sta ostali pri njej, ni znano. Z materjo sta v Vipavi dočakala drugo svetovno vojno in tudi njen konec. Izpričano je, da je Wilhelm leta 1944 rešil dva Vipavca, sicer sodelavca partizanov, pred nemško ustrelitvijo. Rosa je umrla leta 1947, stara skoraj 95 let. Po njeni smrti je Wilhelm avgusta 1947 zapustil svoj dom v Vipavi, ker mu nova oblast ni izplačevala avstrijske pokojnine, so mu pa dali dovoljenje, da odide na zdravljenje v Trst, od koder je leta 1948 odšel na Koroško, v Krivo Vrbo (Krumpendorf) ob Vrbskem jezeru in kasneje v Celovec, kjer je popolnoma obubožan umrl leta 1957. Leta 1948 je Okrajno sodišče v Novi Gorici pokojno Roso in Wilhelma, kot pripadnika nemške narodnosti razlastilo in njuno imetje podržavilo.

### Friedrich von Maasburg
Friedrich von Maasburg (1880–1914) je kmalu po začetku prve svetovne vojne kot častnik padel v bitki za Lviv pri Gródeku, o čemer je 24. novembra 1914 poročal Marburger Zeitung. Z ženo Irmo, roj. von Adamovics, (1882–1936) je Friedrich imel hčerko Franzisko (1912–1990) in sina Nikolausa, ki je bil ob očetovi smrti star 10 mesecev. Leta 1927 se je družina zaradi izplačevanja avstrijske pokojnine morala preseliti iz Maribora v Gradec.

### Nikolaus (1913-1965) in Christiane von Maasburg (1914-1984)
Friedrichov sin Nikolaus Maasburg se med svojim šolanjem na Terezijanski vojaški akademiji v Dunajskem Novem mestu, po anšlusu (12. marca 1938) zaradi »obolelega kolena« ni udeležil zahtevane prisege Hitlerju. Posledice tega njegovega ravnanja so bile, da je nemška tajna državna policija ukazala, naj ga iz akademije odpustijo in ga je odtlej redno spremljala. 
Nikolaus je že med šolanjem v Gradcu agitiral proti nacistom in okoli sebe zbiral somišljenike. Aktivno se je priključil avstrijskemu odporniškemu gibanju O5, katerega del so bili tudi monarhisti, ki so zagovarjali stališče, da imajo Habsburžani legitimno pravico do avstrijskega prestola po koncu nacistične zasedbe, predvsem pa prestolonaslednik Otto von Habsburg, sin zadnjega avstro-ogrskega cesarja Karla I. Ti, imenovani tudi legitimisti, so se shajali v palači rodbine Auersperg na Dunaju.
Nikolaus se je spomladi 1938, po odpustu iz vojaške akademije, nekaj časa skrival pri prijateljih v Gradcu, jeseni 1938 pa je odpotoval v Francijo, na grad princa Xavierja de Bourbon-Parma, ki je gostil tako Otta Habsburškega, kot njegovega brata, nadvojvodo Felixa (1916–2011) in še nekaj drugih avstrijcev, ki so zbežali pred nacisti. Tam naj bi prejel tajne zadolžitve, da na Štajerskem organizira odporniško gibanje ter vodi njegov vojaški del, hkrati pa naj bi Nikolaus, ki je poleg nemščine govoril tekoče angleško, francosko, italijansko in razumel slovensko ter bil po izobrazbi tudi strojni inženir, organiziral obveščevalne povezave preko Zagreba in Maribora. Svetovano mu je bilo, naj se kot nekdanji rezervni častnik priključi nemški vojaški obveščevalni službi Abwehr, saj bo tako lažje prišel do pomembnih informacij nemške vojske.
Baronova potovanja po Jugoslaviji, Italiji, Švici in Franciji in njegove aktivnosti nikakor niso ostale neopažene, v letih 1939–1940 ga je gestapo kot sumljivega trikrat aretiral. 
Oktobra 1941 se je Nikolaus poročil z grofico Christiane Ceschi a Santa Croce (vnukinjo kneza Huga Verianda Windischgrätza), s katero sta živela na družinskem, od poroke naprej pa njenem gradu Bizeljsko, ki ga je dobila kot doto. Kljub Nikolausovi pogosti odsotnosti je žena uspela sanirati dotlej neuspevajoče posestvo, obnovila je grad in grajsko kapelico, med vojno pa na gradu pred Nemci skrivala družino Šribar iz Kamnika, odvetnika Georga von Thuna in tudi judovsko prijateljico Friederike Sizzo de Noris. V letih 1942 in 1944 sta se jima na Bizeljskem rodila sin Johannes Baptist in hči Marie Luise. Zakonca sta imela na gradu Bizeljsko tudi radijski oddajnik, s katerim sta pošiljala informacije britanski obveščevalni službi MI5, kar je bilo takrat smrtno nevarno. Christiane je partizanom osebno prala, kuhala in jih na gradu tudi skrivala (bala se je izdajalstva zaposlenih), od pomladi 1944 pa jih zalagala z živino in konji. Tudi Nikolaus je vzdrževal stike s partizani in z drugimi antifašističnimi plemiči (Auerspergi, Windischgrätzi in Attemsi), partizanom pa s pomočjo dr. Šribarja dostavljal informacije, orožje ter strelivo, kar so partizani sprejemali, kljub temu, da je Nikolaus v Ozni veljal za antikomunista.
Uradno je Nikolaus deloval v Abwehru v Salzburgu in Celovcu. Nikolausa so na ukaz majorja Heinricha Petersona, ki je ugotovil, da je baron dvojni agent, ki sodeluje z zahodnimi zavezniki, jeseni 1943 kazensko premestili v enoto Wehrmachta na Norveškem. Ker se je od tam brez dovoljenja vrnil na Bizeljsko, so ga jeseni 1944 v Celovcu postavili pred vojaško sodišče, ki ga je napotilo na fronto, vendar mu je uspelo pobegniti in ponovno navezati stik z odporniškim gibanjem O5, ki se je leta 1945 že povezalo s rdečearmejci in tako preprečilo popolno uničenje Dunaja med zaključnimi boji. Odporniki so ves čas vojne pričakovali navodila od Otta Habsburškega, vendar jih niso nikoli prejeli, zato so se samoiniciativno razpustili julija 1945.
Kljub pisnim zagotovilom, da bodo slovenski partizani maasburgovo družino po vojni zaščitili, se to ni zgodilo. Christiano von Maasburg, z dvema majhnima otrokoma, njeno bolno mater ter družinsko prijateljico so oblasti zaprle v Brežicah. Tam so jih čez nekaj tednov natovorili v vagone ter odpeljali preko meje v begunsko taborišče pri Lipnici, od koder jim je uspelo pobegniti, vendar so ostali brez vsega imetja.
Nikolaus je bil po sklenitvi Avstrijske državne pogodbe leta 1955 kot član odporniškega gibanja O5 v Avstriji nezaposljiv in so nekaj časa z ženo, taščo in štirimi otroki živeli od socialne podpore žrtvam vojne. V Gradcu sta se namreč zakoncema leta 1948 in 1954 rodila še sin Leo Maximilian in hči Maria Edith.
V povojnem obdobju je Nikolaus do vojne za neodvisnost Alžirije delal za alžirsko avtobusno podjetje v Parizu, kasneje v nekem turističnem podjetju v Münchnu, pred smrtjo pa za italijansko firmo pisalnih strojev Olivetti.

## Sedanji člani rodbine
- Leo Maasburg, rimskokatoliški duhovnik